# 陳景
陳景（？—148年），长平人，东汉政治人物。
汉桓帝建和二年（148年）冬十月，长平陈景自称为“黄帝子”，并且建立官属，当时南顿的管伯也自称“真人”，并计划举兵反汉，事发后，被汉朝廷逮捕诛杀。